# Джанеккини, Рейналдо
Рейна́лдо Джанекки́ни (порт. Reynaldo Gianecchini), полное имя Рейналдо Сизотту Джанеккини-младший (порт. Reynaldo Cisotto Gianecchini Júnior), 12 ноября 1972 года, Биригуи, штат Сан-Паулу, Бразилия) — бразильский актёр и фотомодель итальянского происхождения.

## Биография
Рейналдо Джанеккини родился 12 ноября 1972 года в Биригуи в семье учителей. Он имеет итальянское происхождение. После окончания юридического факультета стал работать фотомоделью. С 1998 по 2006 год был женат на известной бразильской телеведущей Марилии Габриэле.
Дебют как актёра состоялся в спектакле Cacilda. Джанеккини сыграл свою первую роль в 2000 году в бразильском сериале Мануэля Карлуша «Семейные узы», причём сразу же в главной роли. После этой роли он сразу стал секс-символом Бразилии. Критики не были благосклонны к нему, но уже в 2005 году за роль в телесериале Белиссима он получил ряд премий. В 2002 году Джанеккини был выбран эксклюзивной топ-моделью Armani в Бразилии.
С августа 2011 года Джанеккини борется с раком (ангиоиммунобластная Т-клеточная лимфома) и проходит курс химиотерапии. В интервью O Globo в сентябре 2019 года он заявил, что, хотя он встречался как с женщинами, так и с мужчинами, он не идентифицирует себя с какой-либо сексуальной ориентацией. В сентябре 2020 года он заявил, что идентифицирует себя как пансексуал.

## Избранная фильмография
- (2016) — Закон любви — Педро
- (2015) — Тайные истины — Энтони
- (2014) — В семье[англ.] — Каду
- (2012) —  Война полов — Нанду
- (2010) — Страсть[англ.] — Фред
- (2008) — Между простынями — Роберту
- (2007) — Семь грехов[англ.] — Данте Флорентину
- (2007) — Кузен Базилиу[англ.] — Жоржи
- (2005) — Белиссима — Паскуал Силва
- (2004) — Цвет греха[англ.] — Паку Ламбертини/Аполу Сардинья
- (2003) — Женщины в любви — Рикарду (эпиз. роль)
- (2002) — «Земля любви, земля надежды» — Тони
- (2001) — Дети Евы — Рикарду
- (2000) — Семейные узы — Эду